# 4961 Timherder
4961 Timherder eller 1958 TH1 är en asteroid i huvudbältet som upptäcktes den 8 oktober 1958 av Lowell-observatoriet i Flagstaff. Den är uppkallad efter Timothy Scott Herder.
Asteroiden har en diameter på ungefär 11 kilometer.